# Paraliparis kocki
Paraliparis kocki är en fiskart som beskrevs av Chernova 2006. Paraliparis kocki ingår i släktet Paraliparis och familjen Liparidae. Inga underarter finns listade i Catalogue of Life.